# Centrolepis philippinensis
Centrolepis philippinensis är en gräsväxtart som beskrevs av Elmer Drew Merrill. Centrolepis philippinensis ingår i släktet Centrolepis och familjen Centrolepidaceae. Inga underarter finns listade i Catalogue of Life.